# طرديات
الطرديات - وأحيانًا يٌطلق عليها الصيديات - وهم قصائد كُتبَت في الصيد والطرد.

## الأصل
ازدهر الصيد ورياضة الطرد في العصر العباسي بفضل اهتمام خلفاء الدولة العباسية بها، وذلك تأثرًا بعادات ملوك الفرس. فقد كان الخليفة المهدي شغوفًا بالصقور والبزاة وكلاب الصيد، كما كان الخليفة الأمين والمتوكل والمكتفي والمعتضد مولعين بهذه الرياضة أيضًا. هذا الاهتمام أسهم في ظهور شعر الطرد - أو ما عُرِف بقصائد الطرديات - بشكل بارز في هذا العصر، حتى أصبح من النادر أن نجد شاعرًا لم يكتب فيه. وقد وصف الشعراء كافة أنواع الحيوانات المستخدمة في الصيد، مثل الكلاب والفهود والبزاة والصقور والعقبان وحمر الوحوش والأرانب والثعالب والذئاب والأسود والطير والأوز. ومن أبرز الشعراء الذين اهتموا بهذا الموضوع: علي بن الجهم، وابن الرومي، والصنوبري، وابن المعتز، الذي يُعتبر حسب الأستاذ شوقي ضيف أكبر شاعر نظم في هذا المجال خلال العصر العباسي. كما وجدت الطرديات اهتمامًا خاصًا لدى بني حمدان الذين كانوا مخلصين غالبًا للدولة العباسية، حتى أن أحد شعرائهم، كشاجم، ألَّف كتابًا خاصًا عن الصيد بعنوان (المصائد والمطارد)، جمع فيه معلومات عن أنواع الطيور وخصائصها وأساليب تدريبها وأمراضها وعلاجها، إضافة إلى الحديث عن وحوش الصيد وكلابها. وبذلك أصبح الصيد ليس فقط رياضة، بل فنًا شعريًا وأدبيًا تُؤَّلف الكتب حوله. ويقول المؤرخ آدم متز: «على الرغم من تعدد أنواع الرياضات في القرن الرابع، إلا أن الصيد حافظ على مكانته، بل ظهرت قصائد خاصة تمجده، مع التركيز في معظمها على وصف كلاب الصيد».